# Delphinobius lebbei
Delphinobius lebbei är en skalbaggsart som beskrevs av Marc Lacroix 1998. Delphinobius lebbei ingår i släktet Delphinobius och familjen Melolonthidae. Inga underarter finns listade i Catalogue of Life.